# Stjørdal
Stjørdal es un municipio en la provincia de Trøndelag, Noruega. Cuenta en 2015 con 22 957 habitantes según el censo de 2015. Fue creado como municipio el 1 de enero de 1838.
Es un municipio de rápido crecimiento (300-500 personas anualmente) y urbanización, debido a que se encuentra muy cercano a la ciudad de Trondheim (35 km) y de hecho se considera parte del área metropolitana de esta ciudad. 
Su capital es Stjørdalshalsen, en el lado oriente del fiordo de Trondheim. Esta localidad obtuvo el estatus de ciudad en 1997, y contaba con 10 779 habitantes el 1 de enero de 2009. Además de la capital, hay otras 9 localidades, en las que predomina un paisaje agrícola. Estas localidades son Elvan, Floren, Forradal, Hegra, Langstein, Lånke, Skatval, Skjelstadmark, y Vassbygda.
En Stjørdalshalsen se localiza el aeropuerto de Trondheim. La empresa Statoil está presente en la ciudad.